# Niels Juel Simonsen
 Ikke at forveksle med Niels Simonsen.
Niels Juel Simonsen (16. maj 1846 i København – 25. maj 1906 sammesteds) var en dansk operasanger (baryton), der i en menneskealder var en af de førende på Det Kongelige Teater i København.
Han var søn af operasangerinde Catharine Simonsen og kgl. kapelmusikus Sophus Simonsen.
Han fik sin debut i 1868 i titelpartiet i Marschners opera Hans Heiling og siden i store partier som Hans Sachs i Wagners Mestersangerne i Nürnberg, Figaro i Mozarts Figaros Bryllup og Marsk Stig i Heises Drot og Marsk. Han sang partiet som Saul i Carl Nielsens Saul og David ved uropførelsen i 1902.
Konsul Gottfried Ruben indspillede en valse med Niels Juel Simonsen og Anna Christine Thorning-Lembcke i 1894. Optagelsen er en del af Ruben-samlingen, som er Danmarks første lydoptagelser. Niels Juel Simonsen indspillede plader for The Gramophone Co. i 1899 og 1903 (Skandinavisk Grammophon A/S). I 1903 indspillede han også valse for Dansk Fonografmagasin. Trods datidens teknik kan hans malmfulde røst fornemmes.

## Hæder
Han blev kongelig kammersanger i 1874 og fastansat ved hoffet 1885. Han blev Ridder af Dannebrog 1879, modtog Fortjenstmedaljen i guld 1893 og blev Dannebrogsmand 1899.
Han er begravet på Solbjerg Parkkirkegård.

## Eksterne links
- Portræt i Teatermuseet